# Lago Topaz
Il lago Topaz è un bacino artificiale situato al confine California-Nevada, a circa 120 km a sud di Reno.
Il lago ha avuto origine dalla deviazione delle acque del fiume West Walker in un vicino bacino che in precedenza conteneva un piccolo lago naturale. La costruzione principale avvenne nel 1922, consisteva in un serbatoio con una capacità di 56.000.000 m³. Nel 1937 venne innalzato il livello fino alla sua attuale capacità di 73.320.000 m³.
Il lago Topaz è popolare per i navigatori, gli sciatori d'acqua, i camper ed i pescatori. La stagione di pesca va dal 1º gennaio al 30 settembre, e il lago è rifornito con trote dal Nevada Department of Wildlife e dal California Department of Fish and Game. Il lago è facilmente raggiungibile dalla U.S. Route 395. Sulla sponda nord-occidentale del lago c'è un casinò lodging e una zona residenziale.